# Чхунсон (ван Корё)
Чхунсон-ван (кор. 충선왕, 忠宣王, Chungseon-wang) — 26-й государь (ван) корейского государства Корё, правивший в 1298 и 1308—1313 годах. Имя — Чан. Второе имя — Чунан (кор. 중앙, 仲昻, Jung-ang). Монгольское имя — Иджил-буха (кор. Икчиребохва).
Посмертные титулы — Чхунсон хонхё-тэван Сонхё-ван.